# Федюковка
Федюко́вка (укр. Федюківка) — село в Лысянском районе Черкасской области Украины.
Население по переписи 2001 года составляло 697 человек. Почтовый индекс — 19312. Телефонный код — 4749.

## Известные уроженцы
- Меленевский, Юлиан Марьянович (1878—1938) — российский политик, революционер, дипломат, публицист.
- Савчук, Алексей Иванович (1912—?) — украинский советский журналист и прозаик.

## Местный совет
19312, Черкасская обл., Лысянский р-н, с. Федюковка